# Johann Friedrich Breyer

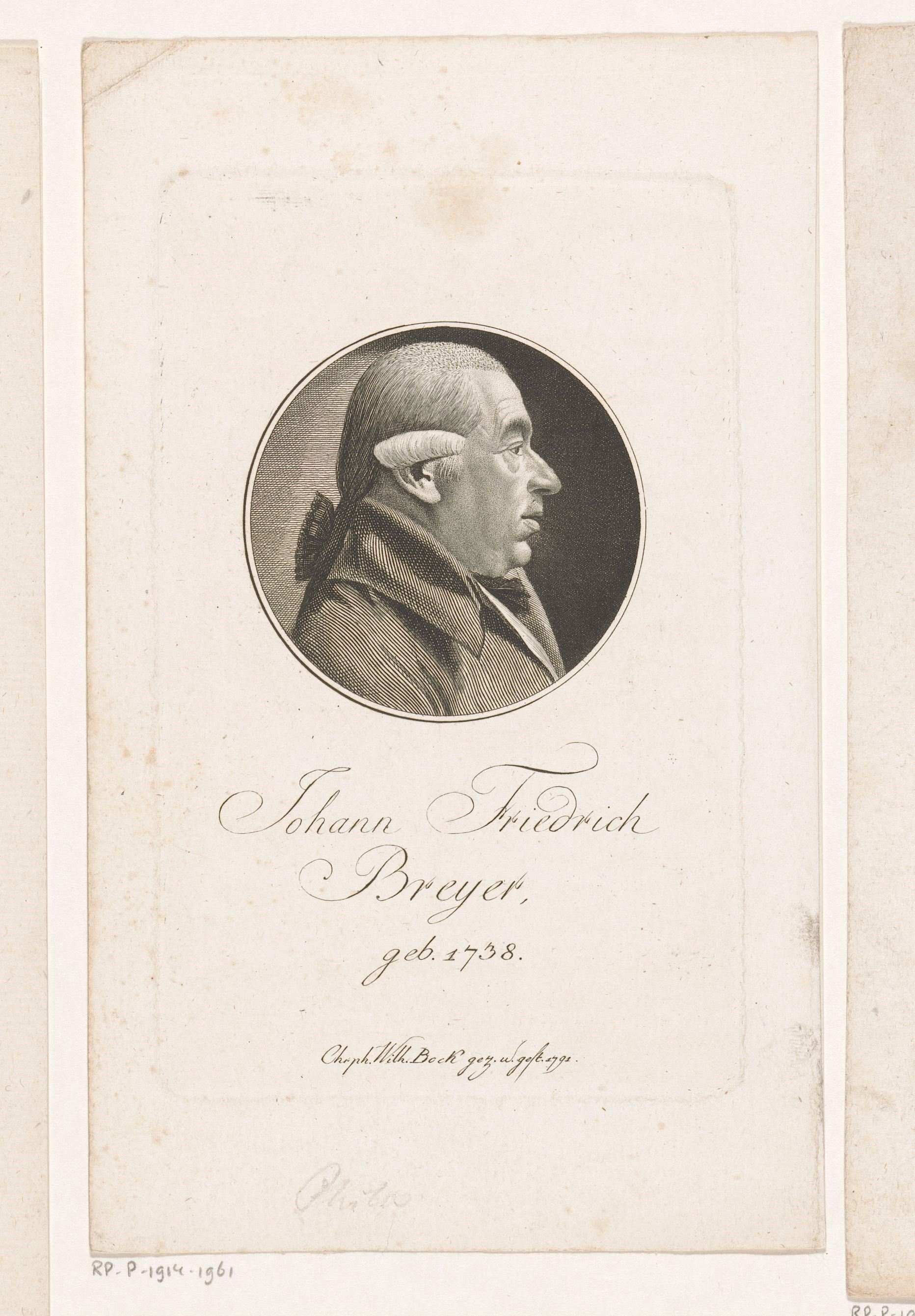
Johann Friedrich Breyer nach Christoph Wilhelm Bock (1791)

Johann Friedrich Breyer (* 2. Dezember 1738 in Stuttgart; † 28. Juni 1826 in Erlangen) war ein deutscher evangelischer Geistlicher, Philosoph und Hochschullehrer.

## Leben
Breyer war der Sohn des Herzoglich Württembergischen Expeditionsrats Gottfried Daniel Breyer (1705–1761) und der Eberhardina Hegel (ca. 1710–1782), die der Familie Hegel entstammte. Mütterlicherseits war Breyer daher ein Cousin des Vaters des Philosophen Georg Wilhelm Friedrich Hegel. Zusammen mit seiner Frau Johanna Wilhelmina Frost war er Pate bei dessen Taufe im August 1770. Väterlicherseits war Breyer ein Neffe des Württembergischen Geheimen Rats Johann Gottlieb Breyer und Cousin von dessen Sohn, der Rechtswissenschaftler Johann Christoph Friedrich Breyer.
Breyer bezog 1756 das Tübinger Stift und nahm an der Universität Tübingen ein Studium der Theologie, Philosophie, Mathematik und Geschichte auf. 1758 erlangte er den Magistergrad in Philosophie, anschließend schloss er das Theologiestudium mit dem Examen ab. 1761 erhielt er eine Anstellung als Prediger der deutschen Gemeinde von Livorno. Zudem fungierte er in dieser Zeit als Hauslehrer der Kinder des preußischen Konsuls in Livorno. Dort verblieb er bis 1768. Seine Rückreise führte ihn über Rom, Neapel und Venedig. Dabei traf er, kurz vor dessen Ermordung, auf den Archäologen Johann Joachim Winckelmann. Weiter reiste er über München nach Hamburg. Dort trat er mit Gotthold Ephraim Lessing in Kontakt.
Breyer folgte im Jahr 1769 einem Ruf als ordentlicher Professor der Philosophie an die Universität Erlangen, an der er 1773 Ältester des Instituts der Moral und der Schönen Wissenschaften wurde. 1776 wurde ihm außerdem die Professur der Deutschen Literatur und der Schönen Wissenschaften übertragen. Er hatte unter anderem auch das Dekansamt an der Philosophischen Fakultät inne und wurde zwischen 1771 und 1783 zum Dr. phil. promoviert. Er erhielt 1782 den Titel eines hochfürstlich brandenburgischen Hofrats und wurde später außerdem königlich bayerischer Geheimer Hofrat. Seine Lehre soll sich großer Beliebtheit, auch gerade bei ausländischen Studierenden, erfreut haben, in den letzten Jahren seines Lebens konnte er jedoch keine Vorlesungen mehr halten.

## Werke (Auswahl)
- De concordia philosophiae cum sensu communi exercitatio I., Walther, Erlangen 1771.
- Select Pieces In English Prose And Verse.,  F. A. Schleich, Erlangen 1779. (Digitalisat)
- Ob alle wohlthätige menschliche Handlungen aus Eigennutz entspringen?, Erlangen 1783.
- Von dem weisen Verhalten des Philosophen im Vortrag der Lehre von der Nothwendigkeit, Ellrodt, Erlangen 1784.
- Sieg der praktischen Vernunft über die spekulative, Ellrodt, Erlangen 1785.